# Central City Opera
La Central City Opera è la quinta più antica Compagnia d'opera degli Stati Uniti, fondata nel 1932 da Julie Penrose e Anne Evans. Ad ogni festival viene presentata nella sede storica della Central City Opera House, che dispone di 550 posti a sedere, costruita nel 1878 all'epoca delle miniere d'oro nella città di Central City, Colorado. Pelham G. Pearce fu scelto nel 1996 come Amministratore Delegato della Central City Opera, e fu nominato Direttore Generale/Direttore Artistico nel maggio 1998, quando John Moriarty diventò Direttore Artistico Emerito.
La maggior parte dei recenti festival estivi di sei settimane hanno compreso opere tradizionali e progressiste. Una quarantina di spettacoli, compresi quelli specifici per i giovani, vengono presentati ogni stagione. Il 2007 ha segnato il 75º anniversario della Compagnia e una singola stagione comporta da 3 a 4 produzioni operistiche. "Lavori Brevi" (una selezione di scene d'opera di dieci minuti)  atti unici scelti e "Pranzo & una Canzone" (spettacoli con un solo pasto) vengono prodotti assieme alla stagione lirica principale dagli assistenti alla regia e i cantanti apprendisti nell'ambito del Bonfils-Stanton Artists Training Program.

## Commissioni
Incarichi di successo per la compagnia comprendono il classico americano The Ballad of Baby Doe di Douglas Moore, in anteprima nel 1956, la popolare opera in un atto The Face on the Barroom Floor di Henry Mollicone, in anteprima nel 1978 e la prima mondiale del 2003 Gabriel's Daughter, anche questa composta da Henry Mollicone. La prima mondiale dell'opera cinese, Poet Li Bai, commissionata da Asian Performing Arts of Colorado, fu presentata nel 2007.

## Formazione degli Artisti
La prestigiosa Fondazione Bonfils-Stanton, Programma di Formazione degli Artisti, della Central City Opera, fondata dal Direttore Artistico Emerito John Moriarty, è stata utile per più di due decenni come un modello nazionale per la formazione di giovani cantanti. Il rigoroso programma di 10 settimane integra l'allenamento quotidiano in dizione, movimento e combattimento sul palco con insegnamento individuale, sessioni di gestione della carriera, le prove e le opportunità di rendimento negli spettacoli estivi e nelle produzioni ausiliarie. Il programma seleziona 30-32 partecipanti provenienti da quasi 1.000 candidati ogni anno.

## Tradizioni dell'Opera
Le tradizioni dell'Opera degne di nota comprendono l'annuale Ballo Yellow Rose, la più antica cerimonia per le debuttanti del Colorado, nel giorno di apertura.
La Canzone degli Uscieri (cantata dal Corpo degli Uscieri mentre marcia lungo la strada per aprire il teatro ad ogni spettacolo sul palco principale). Il Corpo degli Uscieri, composto da collegiali e giovani professionisti interni, provenienti da tutti i dipartimenti della produzione e dell'amministrazione, comprende la tradizionale Bell Ringer per segnare il tempo.
Testo della canzone per gli uscieri
Beh, lo sapete? Ci siamo!
siamo fuori per iniziare lo spettacolo.
Saprete chi siamo da lontano;
Francamente cantiamo meglio della stella.
Noi siamo gli uscieri, che mostrano il vostro posto
poi con nonchalance, vi passiamo su i piedi.
Potreste aver acquistato un biglietto
per la fila A e la sedia 3.
Ma quando abbiamo finito con voi
la troverete nel palco.
Noi siamo gli uscieri che stanno attenti ad ogni vostro cenno o chiamata
ma quando avete bisogno di noi, non siamo mai lì.
Le nostre torce non lavorano mai per mostrare le insidie in agguato
Noi siamo gli uscieri dello spettacolo di Central City!